# 相澤梨紗
相澤梨紗（日語：あいざわりさ, 8月2日—），日本大阪府豐中市出生。暱稱為 Risachii（日語：りさちー）。在電波組.inc中的口號為「2.5次元傳說」，代表色為白色。

## 簡歷

### 成長
大阪府豐中市出生。出生在上班族的家庭裡、是包含弟弟妹妹共三個小孩中的長女。5歲時因為雙親工作調度而搬家到東京都。幼少時期到中學時代的事幾乎都已經忘記了，只記得自己是個歇斯底里難控制的小孩。因為這個原因而變得個性消極，後來還落到了家裡蹲的狀態。
念中學時認識 Cosplayer 的學姊，影響了相澤本身也開始 Cosplay、進出 Cosplay 會場及同人誌販售會。念高中時，因為上課時數不足要補足時數的關係，歸屬為學生會的一員，而學生會成員幾乎都是御宅族，進而影響相澤去了秋葉原。高中畢業後進了服裝專門學校。同一時期在秋葉原遇到的 Cosplay 朋友們告知了有女僕咖啡廳這樣的地方，就把當時在藥局的打工辭掉、去面試了女僕咖啡廳，而且被錄用了。當時是該咖啡廳的初開店員工，因為料理手腕受到賞識而成為廚房女僕。後來該店倒閉，「還想在女僕咖啡店工作」後來剛好看到了秋葉原 Live & Bar 「Dear☆Stage（ディアステージ）」在招募初開店人員的網頁，就去應徵而且在面試5分鐘左右就立刻被錄用了。

### 出道
剛入店時是在 Avant店，轉到DEMPA大樓之後被託付營業店長的重責大任。之後，古川未鈴進入 DearStage，和小和田あかり（2010年中途退團）組成現在電波組.inc的前身「電波組」（日語：でんぱ組），並同時和相澤（當時藝名為西村めめ）組成「mirin × meme」進行活動。2009年6月，PC Game「トロピカルKISS」的主題歌選拔，選出古川、小和田、相澤三人，以及當時剛入店的夢眠Nemu合組「電波組.inc」來唱。團體剛結成時，「並不是把原本的『電波組』加上相澤及夢眠來進行活動，而是剛好4人都唱主題歌被選出來」。
自2011年8月起定期舉辦料理活動「りさごはん」，2015年經由主婦之友社出版了個人的食譜書「RISAGOHAN RECIPE」。在2013年、2014年播映的微電影動畫「闇芝居」中擔任配音。

## 人物
在電波組.inc成員當中以迷糊出名。也是個「路痴」，剛開始要去DearStage面試時還迷了路。持有食品衛生管理師的執照。成員代表色除了白色以外，還喜歡黑、紅、金色。很喜歡黑色但是螢光棒沒有黑色所以選了白色。

### 廣播和中二病
小學時期和住在家中公寓樓上的女孩最要好，受到她的影響變得習慣聽廣播節目。最受影響的是廣播節目文化放送的「古本新之輔 ちゃぱらすかWOO!」，在裡面聽到以動畫歌曲和聲優為中心的歌曲。
念國中後開始對漫畫有興趣，在自家附近的古書店看了很多絕版的少女漫畫。比較喜歡的作品有美少女戰士、少女革命，特別是少女革命這作品影響了人生的興趣。這段歷史令當時夢想未來想成為「聲優」，也覺得動漫世界的純真和真實人生相比，而陷入了「為什麼得生在這個不誠實又不美麗的世界中呢」的思考中。這俗稱為「中二病」的狀況，後來更因此發現自己對於無法正視現實地生活感到強烈的「不協調感」。。。
高中畢業後開始工作的女僕咖啡店倒閉，在到DearStage之前，這中間的空窗期又開始聽廣播節目，有次聽到坂本真綾的歌「戒指」，受到了感動而再次燃起想當聲優的夢想，便從當時正在念的服裝專門學校，轉到聲優專門學校去就讀，但受到父母的強烈反對，因此而和父母斷了聯繫。之後想著「若不能成為聲優，也想做動漫歌曲或聲優相近的工作」，而再次到秋葉原去調查，後來就到 DearStage 工作了。
在此提到的廣播、中二病等章節，後來都被寫入到第六張單曲W.W.D的歌詞中。。

### 身為偶像
關於口號有「2.5次元」，是因為在聽喜歡的聲優的廣播節目時，想到「為二次元的動漫用配音來賦予生命、具現化成為三次元的存在的聲優，不就是2.5次元嗎？」，學生時代也想過「Cosplayer不也是將二次元具現化到三次的2.5次元嗎？」，發現人生在無意識下選擇了現在這條路，大概這些原因所以變成了現在的口號。相澤提到，「『2.5次元』這樣的說法從很早以前我就開始使用了」。一直抱持著「從二次元得到的靈感，想一直地傳達給喜歡的人們（包含歌曲以外的形式）」這樣的想法。
關於團長一事，在決定發售單曲「ピコッピクッピカッて恋してよ」時團員之間關係還不太好，此時因為把團員聚集起來的是相澤，在會議時製作人福嶋麻衣子指派她為團長。相澤說「若是普通的偶像團體，我一定無法當團長。」，因為電波組.inc的六名成員幾乎都是「有話直說型」，比起「處理事情」更多時候其實是在做「安撫情緒」的角色，也許正因為自己不會處理事情所以才被選為團長。
從女僕時代到電波組.inc剛結成時藝名為「西村めめ」，直到2010年8月15日才改為「相澤梨紗」。關於一開始的藝名，相澤說，「不同的名字也有讓現實的自己重新來過的意思」，然而「筆畫數太糟了」「太秋葉原的名字」「太過萌了的名字」的周遭指摘聲不斷、被要求改名字，最初相當地抗拒，對於是否改名相當的迷惑。

## 作品

### 單曲
- 「Secret Snow」（DearStage RECORDS、2009年4月4日、EAN 4562269275019）[17]

音樂單曲DVD。與古川未鈴的合組團體「mirin×meme」名義。
- 「空想タイムトラベループ」（DearStage RECORDS、2012年12月2日、MJDS-1010）[35]

附寫真本的單曲。作詞：海猫沢めろん、作曲：勅使河原くぅ。

## 演出

### 網路播放
- 「LOVEきゅんフィッシング」（2013年 - 2015年，朝日電視Douga）

### 電視
- J-MELO （2011年9月5日，NHK綜合頻道）[36]

### 動畫
- 闇芝居 （2013年8月 - 9月，2014年7月 - 9月，東京電視台） - 聲優[20]
- アイカツ! 插入歌「Wake up my music」歌唱演出 - 光石織姫（ヒメ）
- アイカツスターズ! 插入歌「Forever Dream」,「The Only Sunlight」,「Bon Bon Voyage」歌唱演出 - 艾爾莎・福特(エルザ・フォルテ)

## 書籍

### 電子書
- 月刊 でんぱ組.inc×米原康正（相沢梨紗 EDITION） （页面存档备份，存于） （2013年5月27日、月刊デジタルファクトリー、月刊シリーズ）

### 料理書
- RISAGOHAN RECIPE （2015年2月27日、主婦之友社、ISBN 9784074100705）[19]。

## 註腳

## 外部連結
- 相澤梨紗官方部落格-2.5次元伝説! （页面存档备份，存于） - Ameba
- 相澤梨紗的X（前Twitter）
- 相澤梨紗的Instagram帳戶
- 電波組.inc官方網站 （页面存档备份，存于）
- 電波組.inc （页面存档备份，存于） - TOY'S FACTORY
- でんぱとう （页面存档备份，存于） - 官方粉絲團
- 秋葉原DearStage （页面存档备份，存于）